# Шамина, Ксения Юрьевна
Ксения Юрьевна Шамина (родилась 24 февраля 1986 года) — российская хоккеистка на траве и тренер по хоккею на траве. Мастер спорта России, выступала на позиции нападающей. Ныне — тренер детских и юношеских команд в ХК «Бутово» с Дмитрием Шаминым.

## Биография
Выступала за команды «Марьино» и «ЦСП-Крылатское» (Динамо ЦОП-Москомспорт), сборную Санкт-Петербурга. Шестикратная чемпионка России по хоккею на траве (выиграла один из титулов в 2015 году). В составе женской сборной России выступала в отборочном турнире к Олимпиаде-2008 года и на чемпионате Европы 2009 года.
Как тренер руководила командой «Бутовские витязи» в 2013 году на фестивале «Олимпийские надежды Подмосковья» (5-е место) и командой «Бутово» в 2015 году на турнире по индорхоккею «Юные динамовцы Подмосковья» (9-е место). С 2009 года работает в московской школе № 2006 тренером по хоккею на траве. Окончила Московский городской педагогический университет.